# سی و چهارمین دوره جوایز بفتا
 سی و چهارمین دوره جوایز بفتا (به انگلیسی: 34st British Academy Film Awards) در سال ۱۹۸۱ به افتخار فیلم ۱۹۸۰ در لندن برگزار شد .

## جوایز و نامزدها
| سال       | رده                       | نام بازیگر   | نام فیلم          |                     |
| --------- | ------------------------- | ------------ | ----------------- | ------------------- |
| ۱۹۸۰ 34th | بهترین بازیگر نقش اول مرد |              |                   |                     |
| ۱۹۸۰ 34th | بهترین بازیگر نقش اول مرد | جان هارت     | مرد فیل‌نما        | John Merrick        |
| ۱۹۸۰ 34th | بهترین بازیگر نقش اول مرد | داستین هافمن | کریمر علیه کریمر  | تد کریمر            |
| ۱۹۸۰ 34th | بهترین بازیگر نقش اول مرد | روی شایدر    | چیزهای مرتبط دیگر | Joe Gideon          |
| ۱۹۸۰ 34th | بهترین بازیگر نقش اول مرد | پیتر سلرز    | حضور              | Chance the Gardener |

- بهترین بازیگر نقش اول زن  جودی دیویس
- بهترین کارگردان 'آکیرا کوروساوا' برای فیلم کاگه‌موشا
- بهترین فیلم مرد فیل‌نما
- جایزه بفتای بهترین فیلمنامه حضور